# Strahlkopf
Strahlkopf – szczyt w Alpach Algawskich, części Alp Bawarskich. Leży w Austrii w Tyrolu, przy granicy z Niemcami. Sąsiaduje z Rothornspitze, Jöchelspitze i Großer Krottenkopf.